# آلن ساندرلند
آلن ساندرلند (به انگلیسی: Alan Sunderland) بازیکن فوتبال زادهٔ ۱ ژوئیه ۱۹۵۳ اهل انگلستان بود که سابقهٔ بازی در تیم ملی فوتبال انگلستان را در کارنامهٔ خود دارد. وی در تاریخ ۳۱ مه ۱۹۸۰ تنها بازی ملی خود را در مقابل تیم ملی فوتبال استرالیا انجام داد.